# Markel Irizar
Irizar  Aranburu est un nom espagnol. Le premier nom de famille, en général paternel, est Irizar ; le second, en général maternel, souvent omis, est Aranburu.
Markel Irizar Aranburu, né le 5 février 1980 à Ognate, est un coureur cycliste espagnol, professionnel entre 2004 et 2019.

## Biographie
En 2001, Markel Irizar participe aux championnats du monde à Lisbonne au Portugal. Il y prend la 21e place du contre-la-montre des moins de 23 ans et la 48e de la course en ligne de cette catégorie. Champion du Pays basque contre-la-montre des moins de 23 ans en 2002, Markel Irizar déclare cette année-là un cancer des testicules. À l'image de Lance Armstrong, lui aussi touché par cette maladie avant ses sept victoires sur le Tour de France, il revient progressivement à la compétition l'année suivante, puis signe un premier contrat professionnel avec l'équipe basque Euskaltel-Euskadi en 2004. Il réalise une première performance notable en prenant la deuxième place du prologue de Paris-Nice 2008 derrière Thor Hushovd, après avoir gardé le meilleur temps durant la majeure partie de l'épreuve. En 2009, il remporte le prix de la montagne, lors du Tour Down Under.
En septembre 2009, il s'engage pour les deux saisons suivantes avec RadioShack, la nouvelle équipe de Johan Bruyneel, où il rejoint Lance Armstrong. Il remporte fin août 2010 sa première victoire lors du contre-la-montre du Tour du Poitou-Charentes.
En 2011, Irizar remporte le Tour d'Andalousie devant le Belge Jurgen Van den Broeck et l'Américain Levi Leipheimer. Il s'empare du maillot de leader à la suite de la deuxième étape remportée par le Français Jonathan Hivert. Il dispute son premier Tour de France, terminé à la 84e place, et le Tour d'Espagne (96e).
En 2012, l'équipe RadioShack fusionne avec l'équipe luxembourgeoise Leopard-Trek et devient RadioShack-Nissan. Irizar participe cette année-là au Tour d'Espagne. En 2013, il dispute le Tour de France et le Tour d'Espagne. Il participe ainsi à la victoire de son coéquipier Christopher Horner, qui devient à 41 ans le plus vieux vainqueur d'un grand tour. Aux championnats du monde sur route à Florence, il prend la cinquième place du contre-la-montre par équipes avec ses coéquipiers de RadioShack-Leopard.

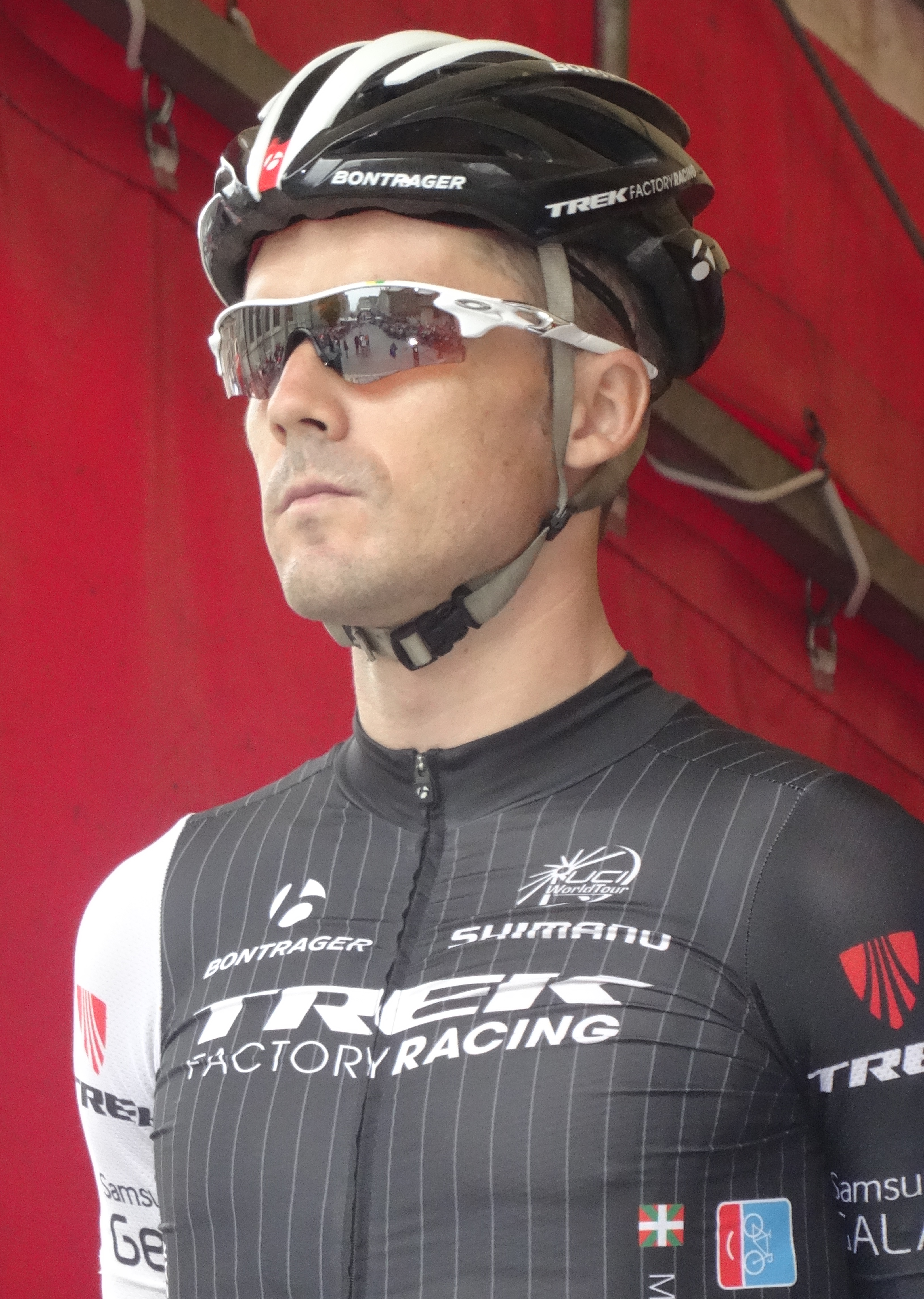
Markel Irizar lors du Grand Prix Jef Scherens 2014.

En 2014, l'équipe RadioShack est achetée par l'entreprise Trek et renommée Trek Factory Racing. Initialement présélectionné pour le contre-la-montre des championnats du monde, il est retenu pour cette épreuve.
Au mois d'août 2018, il prolonge le contrat qui le lie à son employeur.
Au premier trimestre 2019, il annonce la date de la fin de sa carrière cycliste, le 3 août 2019, à l'issue de la Classique de Saint-Sébastien, qui se déroule dans sa province natale.

## Palmarès et classements mondiaux

### Palmarès amateur
- 2000
  - Mémorial Gervais
- 2001
  - Premio Abárzuza
  - Leintz Bailarari Itzulia
  - 2e du Mémorial Gervais
- 2002
  - Champion du Pays basque du contre-la-montre espoirs
  - Trophée Javier Luquin
  - 1re étape du Tour de la Bidassoa

### Palmarès professionnel
- 2010
  - 4e étape du Tour du Poitou-Charentes (contre-la-montre)
- 2011
  - Classement général du Tour d'Andalousie

### Résultats sur les grands tours

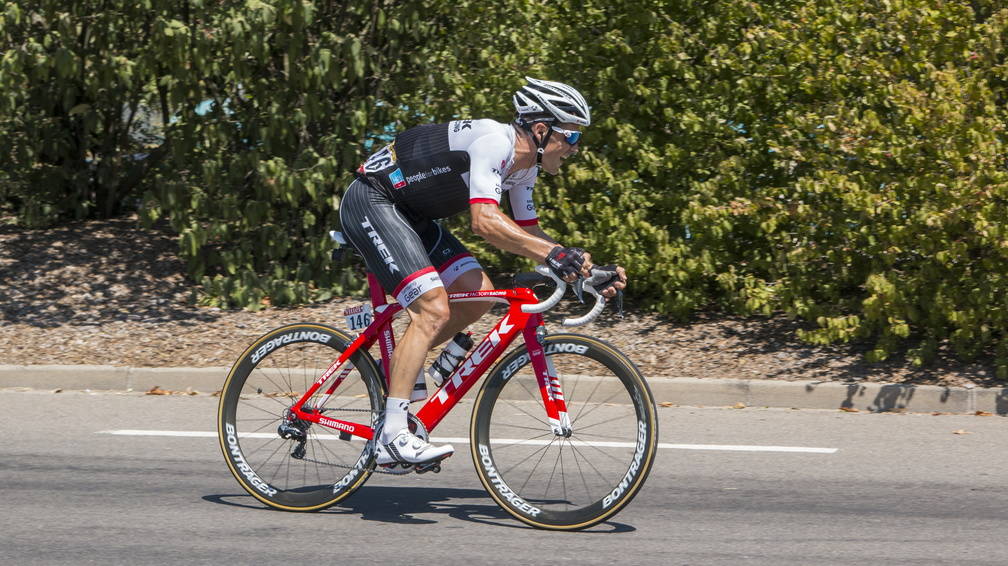
Markel Irizar durant le Tour de France 2015

#### Tour de France
6 participations
- 2011 : 84e
- 2013 : 103e
- 2014 : 63e
- 2015 : 93e
- 2016 : 120e
- 2017 : 135e

#### Tour d'Espagne
10 participations
- 2005 : abandon (11e étape)
- 2006 : 94e
- 2009 : 114e
- 2011 : 96e
- 2012 : 93e
- 2013 : 86e
- 2015 : 89e
- 2016 : abandon (10e étape)
- 2017 : 119e
- 2018 : 130e

#### Tour d'Italie
5 participations
- 2006 : 90e
- 2007 : 68e
- 2008 : 74e
- 2018 : 134e
- 2019 : 136e

### Classements mondiaux
| Année          | 2011 | 2012 | 2013 | 2014 | 2015 |
| -------------- | ---- | ---- | ---- | ---- | ---- |
| UCI World Tour | 183e | nc   | nc   | nc   | nc   |